# Lloyd Groff Copeman
Lloyd Groff Copeman (* 28. Dezember 1881 in Farmers Creek, Michigan; † 5. Juli 1956) war ein US-amerikanischer Erfinder mit ca. 700 Patenten. Er entwarf unter anderem den ersten Elektroherd.
Er wuchs auf einer Farm im Osten von Flint (Michigan) auf und studierte Maschinenbau man früheren Michigan Agricultural College (Michigan State University). Um 1906 arbeitete er bei der Washington Electric Company. In dieser Zeit entwickelte er eine elektrische Version des Gasherdes. Sein erstes erfolgreiches Patent war 1906 ein Elektrothermostat für Herde, Toaster und Hochspannungsleitungen. 1912 gründete er in Flint die Copeman Electric Stove Company um seinen Copeman Electric Stove zu produzieren. Der Betrieb verkaufte er 1917 an Westinghouse.
Im Jahr 1913 entwickelte er den Automatic Toaster, der den Toast automatisch umdrehte. Diese Erfindung wurde jedoch 1926 durch die Erfindung des Pop-Up-Toasters überholt.
1928 machte er seine erfolgreichste Erfindung, den Eiswürfelbehälter aus Gummi, womit er 500.000 US-Dollar verdiente.